# Bibliographie sur l'Irlande
Bibliographie sur l'Irlande
- Francis J. Byrne - Irish Kings and High Kings - Dublin, 1973 réédition Four Courts History Classics Dublin, 2001 (ISBN 1-85182-196-1) (en).
- H.B. Clarke – Irish Historic Towns Atlas – no 11: Dublin part 1, to 1610 – Royal Irish Academy – Dublin 2002  (ISBN 1-874045-89-5) (en)
- John Coakley et Michael Gallagher – Politics in the Republic of Ireland – PSAI Press & Folens – Dublin 1993 - 293p –  (ISBN 0-86121-403-X) (en)
- Richard Killeen - A Timeline of Irish History, Gill & Macmillan Dublin (2003)  (ISBN 0-7171-3484-9)(en)
- Richard Killeen - A short History of Ireland, Gill & Macmillan Dublin (2011)  (ISBN 978 07171 3923 1)(en)
- Ouvrage collectif sous la direction d'Edel Bhreathnach - The Kingship and landscape of Tara, Four Courts Press Dublin (2005)  (ISBN 1851829547) (en)
- Stephen Collins - People, politics and Power from O'Connel to Ahern The O'Brien Press Dublin (2007)  (ISBN 0-8627-8985-0) (en)
- Neil Collins et Frank McCann – Irish politics today – Manchester University Press 1993 – 147p –  (ISBN 0-7190-3645-3) (en)
- S.J. Connoly (sld) - The Oxford Compagnion to Irish History - 2002 - Oxford University Press - (en)
- Sean Duffy (sld) – Atlas of Irish history – Gill & Macmillan – Dublin 1997 – 144p –  (ISBN 0-7171-2479-7) (en)
  - Atlas historique de l'Irlande, Autrement, 2002.
- Sean Duffy, The Concise History of Ireland, Gill Books, 2000.
- Steven G. Ellis - Ireland in the age of the Tudors, 1447-1603 - Longman Ed. - 1998 -  (ISBN 978-0-582-01901-0) - (en)
- Desmond Fennel – The revision of Irish Nationalism – Open Air –Dublin 1989 – 95p (en)
- Robert Kee, Ireland, a History – Abascus – London 1982 – 256p -  (ISBN 0-349-12081-1) (en)
- A New History of Ireland, Vol. I « Prehistoric and Early Ireland » Dáibhí Ó Cróinín (Editor) 1er édition  (ISBN 978-0199226658).
- T.W. Moody, F.X. Martin & F.J. Byrne - A New History of Ireland, Vol. IX « Maps, généalogies, lists. A companion to irish history Part II », ed. Moody ; Oxford, 1984 réédition 2011,  (ISBN 9780199593064) (en).
- Richard Deutsch (sld.) – Les Républicanismes irlandais – Éditions Terre de Brume & Presses universitaires de Rennes – Rennes 1997 – 240p  (ISBN 2-908021-89-7)
- René Fréchet – Histoire de l'Irlande – Que sais-je ? no 394 – PUF – 5e MàJ 1990 –  (ISBN 2-13-042840-1)
- Jean Guiffan – Histoire de l'Irlande – Hatier - Paris 1992 - 272p -  (ISBN 2-218-03854-4)
- Jean Guiffan – La question d'Irlande – Ed. Complexe –Bruxelles1989 -  (ISBN 2-87027-270-7)
- Pierre Joannon - Histoire de l’Irlande et des Irlandais, GLM (Perrin), Paris, 2006, 685 p. (ISBN 2-286-02018-3).
- Pierre Joannon - Irlande, Terre des Celtes (photographies Seamas Daly), éditions Ouest-France, Rennes, 1999,  (ISBN 2-7373-2204-9)
- Jean Lozes - Lexique d’histoire et de civilisation irlandaises – Ellipse – Paris 1999 – 239p –  (ISBN 2-7298-4911-4)
- Daibhi O'Croinin - Early medieval Ireland, 400-1200 - Longman Ed. - 1995 -  (ISBN 978-0-582-01565-4) - (en)
- Barry Raftery - L’Irlande celtique, éditions Errance, Paris, 2006,  (ISBN 2-87772-320-8)
- Nathalie Stalmans - Saints d'Irlande, Analyse critique des sources hagiographiques -VIIe-IXe siècles- Presses universitaires de Rennes (2003)  (ISBN 2-86847-706-2)
- Agnès Maillot - IRA. Les républicains irlandais Presses Universitaires de Caen (2001)  (ISBN 2-84133-108-3)

- Voir aussi le magazine bimestriel History Ireland.